# Лученок, Игорь Михайлович
И́горь Миха́йлович Лучено́к (бел. Ігар Міхайлавіч Лучанок; 6 августа 1938, Минск — 12 ноября 2018, там же) — советский и белорусский композитор, музыкальный педагог. Народный артист СССР (1987). Лауреат премии Ленинского комсомола (1972).

## Биография
Игорь Лученок родился 6 августа 1938 года в Минске (по другим источникам — в пос. Марьина Горка), в семье врача. Спустя три месяца семья переехала в посёлок Марьина Горка Пуховичского района Минской области.
Во время Великой Отечественной войны, с 1942 по 1946 год, семья жила в Сальске, где три месяца находилась в оккупации, а после освобождения города от немецко-фашистских захватчиков, отец был назначен начальником железнодорожной поликлиники на станции Сальск. В конце 1946 года отцу дали направление в железнодорожную поликлинику Пуховичей (Минская область), куда они всей семьёй переехали из Сальска.
В детстве, после переезда семьи в Минск, Игорь Лученок учился в музыкальной школе при консерватории. Окончил школу сразу как цимбалист и как пианист.
В 1961 году окончил Белорусскую государственную консерваторию имени А. В. Луначарского (ныне Белорусская государственная академия музыки) (класс композиции А. В. Богатырёва). В 1963—1964 годах стажировался в Ленинградской консерватории, в 1967 году окончил аспирантуру Московской консерватории у Т. Н. Хренникова.
В 1952—1953 годах был артистом Государственного народного оркестра Белорусской ССР.
В 1957—1958 годах работал преподавателем музыкальной школы в Минске, в 1960—1961 и 1962—1963 — Минского педагогического института, в 1961—1962 — Гомельского музыкального училища. С 1963 года — преподаватель, с 1969 — старший преподаватель, в 1982—1986 — ректор Белорусской консерватории (профессор).
В 1970 году вступил в КПСС.
В 1976 году состоялся авторский концерт композитора Игоря Лученка в Колонном зале Дома Союзов в Москве. Он имел шумный успех: интересная музыка, хорошие исполнители.
С 1980 года и до конца жизни был председателем правления Белорусского союза композиторов.
В июле 2008 года юбилейный творческий вечер «Беспокойное сердце» открыл программу фестиваля «Славянский базар» в Витебске, а поздравить Игоря Лученка с 70-летием тогда приехали многие известные белорусские исполнители и давний друг композитора Иосиф Кобзон, который выступил в качестве конферансье.
Игорь Лученок скончался на 81-м году жизни 12 ноября 2018 года в Минске. Прощание с Игорем Лученком прошло 14 ноября в Центральном Доме офицеров. Похоронен в Минске на Восточном кладбище.

### Семья
- Супруга — Александра Григорьевна, учитель сольфеджио музыкальной школы № 10.
- Дочь — Светлана, музыкант.
- Сын — Андрей, юрист.

### Общественная деятельность
- Член ЦК ЛКСМ Белоруссии и член ЦК ВЛКСМ
- Член ЦК КП Беларуси[4]
- Народный депутат СССР (1989—1991)
- Депутат Верховного Совета Белорусской ССР[4]
- Один из инициаторов создания Республиканской партии труда и справедливости и Общества народной дипломатии.
- Председатель общественного объединения «Белорусская федерация пауэрлифтинга» (1993—1995).

## Награды и звания
Почётные звания

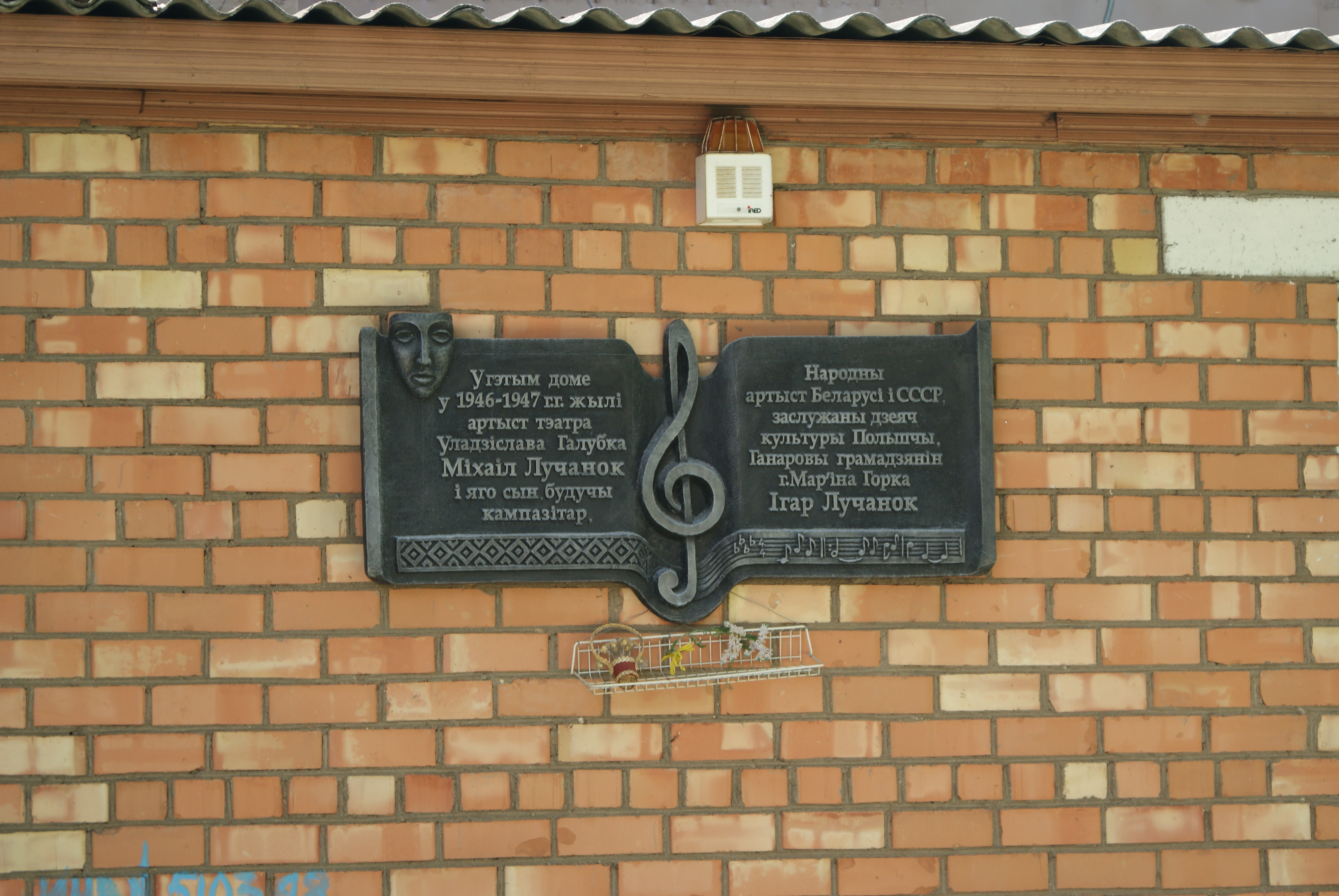
Мемориальная доска в Марьиной Горке

- Заслуженный деятель искусств Белорусской ССР (1973)[5]
- Народный артист Белорусской ССР (1982)[5]
- Народный артист СССР (1987) — за большие заслуги в развитии советского музыкального искусства[6]
- Заслуженный деятель культуры Польши (1989)[5]
- Почётный гражданин Минска (1999)[7]
- Почётный гражданин Сальска Ростовской области (1997)
- Почётный гражданин города Марьина Горка Минской области[8].

Государственные награды Республики Беларусь
- Государственная премия Белорусской ССР (1976)[5]
- Специальная премия Президента Республики Беларусь деятелям культуры и искусства (2007) — за плодотворный труд по пропаганде белорусского музыкального искусства за рубежом и развитию международных культурных связей[9]
- Орден Отечества III степени (2014) — за многолетнюю плодотворную работу, образцовое выполнение служебных обязанностей, достижение высоких производственных показателей в автомобилестроении, дорожном строительстве, промышленности, сельском хозяйстве, значительный личный вклад в развитие информационных технологий, охраны здоровья, социальной защиты населения, сферы торгового обслуживания, достижения в области науки, образования, искусства, культуры и спорта[10]
- Орден Франциска Скорины (1998)[5]
- Орден «УВ МУС Беларуси» (1988)[5]
- Медаль «20 лет вывода Советских войск из Афганистана» (2009)[11]

Государственные награды СССР
- Орден Октябрьской Революции (1988) — за заслуги в развитии советского музыкального искусства[12]
- Орден Дружбы народов (1988)[5]
- Орден «Знак Почёта» (1971)[5]
- Медаль «За доблестный труд в ознаменование 100-летия со дня рождения Владимира Ильича Ленина» (1970)[5]
- Юбилейная медаль «70 лет Победы в Великой Отечественной войне 1941—1945 гг.» (2015)

Общественные награды
- Премия Ленинского комсомола (1972) — за цикл песен о Родине, партии, комсомоле, активную пропаганду советской музыки среди молодёжи[5]
- Премия Ленинского комсомола Белоруссии (1967)[5]
- Первая премия на Всесоюзном конкурсе советской песни — за песню-балладу «Память сердца» (1966)
- Премия Всеобщей конфедерации профсоюзов (1997)[5]
- Международная премия профсоюзов (2001)[5]
- Международная премия «Филантроп» «За действенную помощь инвалидам» (2006)[5]
- Межгосударственная премия «Звёзды Содружества» в области культуры и искусства (2010)[13]
- Специальная награда Президента Республики Беларусь «Через искусство — к миру и взаимопониманию» (2011)[14]
- Премия в области культуры и искусства «Звезды Содружества» (Совет по гуманитарному сотрудничеству и Межгосударственный фонд гуманитарного сотрудничества государств-участников СНГ, 2011)[15]

Прочие
- Серебряная медаль А. В. Александрова (1971)[5]
- Серебряная медаль имени А. П. Довженко (1982)[5]
- Почётный знак «За мужество и любовь к Отечеству» Международного общественного фонда имени полководца Г. К. Жукова (2006)[5]
- Кубок «Гордость нации» (2011)[5]
- Первый белорус — обладатель именной звезды на Площади Звёзд Эстрады у концертного зала «Россия» в Москве (1999)[16]
- Почётная грамота Совета Министров Республики Беларусь (18 ноября 2002 года) — за значительный вклад в организацию работы по подготовке и проведению конкурса на написание нового  Государственного гимна Республики Беларусь[17]

## Творчество
Работал в разных жанрах — вокально-симфоническом, камерно-инструментальном, камерно-вокальном, но наиболее плодотворно — в песенном. Из его произведений формировались репертуары оркестра Михаила Финберга, ВИА «Песняры», «Сябры», «Верасы», «Шпакi», Иосифа Кобзона, Софии Ротару, Валентины Толкуновой, Марии Пахоменко, Льва Лещенко, Виктора Вуячича, Эдуарда Хиля, Татьяны Петровой и многих других.

### Сочинения
- Кантаты: «Курган» (сл. Я. Купалы, 1962), «Баллада о солдатском сердце» (сл. А. Прокофьева, 1962), «Неизвестный солдат» (сл. П. Хорькова, 1968)
- Соната для скрипки и фортепиано (1959)
- Фантазия на белорусскую тему для фортепиано (1960)
- 12 прелюдий для фортепиано (1963)
- Вокальный цикл на стихи восточных поэтов (1963)
- Соната для гобоя и фортепиано (1964)
- 5 прелюдий (1965)
- Вокальный цикл «Синий цвет» (сл. Н. Бараташвили, С. Капутикян, Г. Эмина, С. Рободанова, 1963)
- Струнный квартет (1965)
- Триптих на стихи советских поэтов «Человеку нужна тишина» (сл. М. Траата, В. Нулемина, Н. Грибачева, 1966)
- Соната (1968)
- Скерцо для цимбал и фортепиано (1970)
- Увертюра-фантазия для симфонического оркестра (1975)
- Поэма-легенда «Гусляр» (1979)
- Вокально-симфоническая поэма «Война не нужна» (1983)
- Соната и прелюдия для фортепиано
- Инструментальная пьеса «Прощание с летом»
- Песни: «Он родился весной» (сл. А. Чепурова, 1960), «Потому что у меня есть ты» (сл. З. Петровой, 1961), «Баллада о солдатском сердце» (хоровая) (1962), «Пробуждение весны» (сл. П. Тычины, 1962), «Где ты, зорька моя?» (сл. А. Русака, 1964), «Комсомольская юность» (сл. Н. Алтухова, 1965), «Я приду» (сл. М. Пляцковского, 1966), Память сердца (баллада) (сл. М. Ясеня, 1966), «Стоят на рейде наши бригантины» (сл. В. Лукши, 1967), «Баллада о Минске» (сл. А. Русака, 1968), «Журавли на Полесье летят[18]» (сл. А. Ставера, 1968), «Красные звёзды» (сл. Б. Брусникова, 1969), «Хатынь» (сл. Г. Петренко, 1970), «Старая будёновка» (сл. Б. Брусникова, 1971), «Если б камни могли говорить» (сл. Р. Рождественского, 1971), «Верасы» (сл. И. Скурко, 1971), «Алеся» (сл. А. Кулешова, 1972), «Спадчына» (сл. Я. Купалы, 1972), «Мы идём по стране» (сл. В. Фирсова, 1973), «Песня памяти Виктора Хары» (сл. Б. Брусникова, 1974), «Родине» (сл. Л. Ошанина, 1974), «Вероника» (сл. М. Богдановича, 1974), «Дударики» (сл. А. Гречаникова, 1975), «Заклинание» (сл. Е. Евтушенко, 1975), «Рябиновый гай» (сл. П. Панченко, 1975), «Товарищ Островский» (сл. Ю. Фатнева, 1976), «Кремль» (сл. Ю. Панкратова, 1976), «Журавли» (сл. Н. Рубцова), «Мой родны кут» (сл. Я. Коласа, 1976), «Поклянёмся, товарищ» (баллада) (сл. Г. Буравкина), «Майский вальс», «Дорогие мои земляки», «Письмо из 45-го», «Пока на земле существует любовь», «Авэ Марыя», «Вереск», «Наследие», «Полька белорусская», «Венский вальс», «Ой у лесе, у гушчары», «Че Гевара», «Зачарованая мая», «Трэба дома бываць часцей», «Закаси мае вёсны», «Я хаджу закаханы», «Бярозка», «Песня о Минске», «Світанак», «Куропаты», «Марьина Горка», "Помнит Вена", (всего более 400 песен)
- Марши: «Марш легкоатлетов», «Под знамёна биатлона», "Марш общества «Динамо», «Марш волейболистов»
- Хоры на слова белорусских поэтов
- Произведения для эстрадного оркестра
- Музыка к драматическим спектаклям, радио- и телевизионным постановкам, телевизионным и кинофильмам
- Музыка для детей
- Гимн Союзного Государства России и Беларуси.

### Композиторская фильмография
- «Рудобельская республика» (1971)
- «Перед первым снегом» (1972, короткометражный)
- «Осенние яблоки» (1976, короткометражный)
- «Дебют» (1978, короткометражный)
- «Третьего не дано» (1980)
- «А также цирк» (1983, документальный, соучастие)
- «Марьиногорский исследователь» (2019)

## Память
Именем Игоря Лученка названы улицы в Минске и Марьиной Горке
Мелодию «Песни про Минск» (бел. Песня пра Мінск) отбивают каждый час куранты на башне восстановленной в 2004 году Минской ратуши.